# Лукоянов
Лукоя́нов (рос. Лукоянов) — місто у Нижньогодській області, адміністративний центр Лукояновського району, розташоване на березі річки Тьоші за 173 км на південний схід від Нижнього Новгорода.

## Історія
Історія Лукоянова сягає XVI століття. За переказами, назване ім'ям поселенця Івашки Лукоянова, який поставив в верхів'ях річки Тьоші млина, і започаткував у такий спосіб невелике поселенню. Село Лукоянов входило до складу Арзамаського повіту, який поділено на сім станів — Тешскій, Ічалківський, Ірженський, Собакінський, Шатковський, Злосний. Тут, на історичних землях Ерзян Мастор, мешкали, переважно, ерзя. Аж до кінця XVI століття ерзя становили тут 68 % населення. З 22 сіл Залісся 15 були ерзянськими. Селяни займалися бортництвом.
Починаючи з XVI століття царі Московського князівства в різних місцях роздавали землі боярам, зокрема і в Арзамаському повіті. Лише в Арзамаському повіті було роздано 85 тис. десятин землі. Так у цій місцевості з'явилися перші поселення московитів. Новосели часом витісняли корінних жителів тутешнього краю з насиджених місць, іноді оселялися поруч. Однак, здебільшого, ерзянські села так і залишалися ерзянськими.
Село Лукоянов являло собою традиційне кільцеве поселення з трьох кварталів. Однією стороною забудова прилягала до правого берега річки Тьоші, а іншою йшла на гору. У центрі площі, утвореної від кільцевої забудови, височіла дерев'яна церква. З двох сторін до села підходили польові дороги.
За адміністративної реформи, проведеної Катериною II в 1779 році, с. Лукоянов разом з низкою сіл Нижньгородської губернії було перетворено в місто. 16 серпня 1781 року було затверджено герб мю Лукоянова: у верхній частині щита — Нижньогородський герб, а в нижній — на зеленому полі два золотих лемеші — символ родючості цих місць.
Пожежа 1817 р. цілком знищила місто Лукоянов.
В середині XIX століття в місті було всього чотири кам'яних будівлі, найбільша з яких — Покровський собор. Населення міста було цілком неписьменним. Лише у 1879 році відбулася закладка цегляного двоповерхового будинку міського початкового училища. У 1903 році в зв'язку з пуском Ромодановської залізниці Лукоянов став великою залізничною станцією з ремонтним депо. У місті почав формуватися робітничий клас. У Лукояновському повіті існувала своя розгалужена система кустарних промислів. Кожне село в повіті мало свою господарську «спеціалізацію», свої традиції, секрети. В умовах натурального господарства села обмінювалися виробами своїх промислів, що стимулювало розвиток товарно-грошових відносин. Після скасування кріпосного права поширення кустарних промислів ще більш посилюється.
Громадянська війна (1918—1922 рр.) сильно підірвала економіку Лукояновського повіту. Важливу роль у подальшому розвитку сільського господарства повіту відіграло значне поширення сільськогосподарської кооперації. Селяни бачили практичну користь від сільгоспкооперативів і охоче вступали в них. У роки першої п'ятирічки більшовики інтенсивно викачували з повіту продовольчі ресурси. Лукояновского район був названий в числі 26 провідних сільськогосподарських районів СРСР.
У дні Другої світової війни багато підприємств були переведені більшовиками на випуск військової продукції. Швейна артіль «Салмокс» постачала на фронт тисячі комплектів зимового і літнього спорядження і одностроїв — фуфайки, гімнастерки, штани, білизну. Тутешнім швачкам було доручено виготовлення перших армійських погон. В артілі «Червоний текстильник» виготовлялась маскувальна сітка, а в «кустарів» — металева загороджувальна сітка проти підводних човнів. Тут випускали матеріали для авіаційної промисловості і робили заготівки для прикладів до автоматів та інших видів зброї, склозавод освоїв випуск спеціальних пляшок для горючої суміші.

## Населення
| Чисельність населення | Чисельність населення | Чисельність населення | Чисельність населення | Чисельність населення | Чисельність населення | Чисельність населення |
| 1856                  | 1897                  | 1931                  | 1939                  | 1959                  | 1970                  | 1979                  |
| --------------------- | --------------------- | --------------------- | --------------------- | --------------------- | --------------------- | --------------------- |
| 2900                  | ↘2100                 | ↗7500                 | ↘5500                 | ↗6983                 | ↗10 194               | ↗11 429               |
| 1989                  | 1992                  | 1996                  | 1998                  | 2001                  | 2002                  | 2003                  |
| ↗12 276               | ↘12 200               | ↘11 800               | ↘11 500               | ↘11 200               | ↗12 856               | ↗12 900               |
| 2005                  | 2006                  | 2007                  | 2008                  | 2009                  | 2010                  | 2011                  |
| ↘12 700               | ↘12 600               | ↘12 500               | ↘12 449               | ↘12 360               | ↗14 951               | ↘14 926               |
| 2012                  | 2013                  | 2014                  | 2015                  | 2016                  | 2017                  |                       |
| ↘14 762               | ↘14 549               | ↘14 264               | ↘14 218               | ↗14 243               | ↘14 136               |                       |

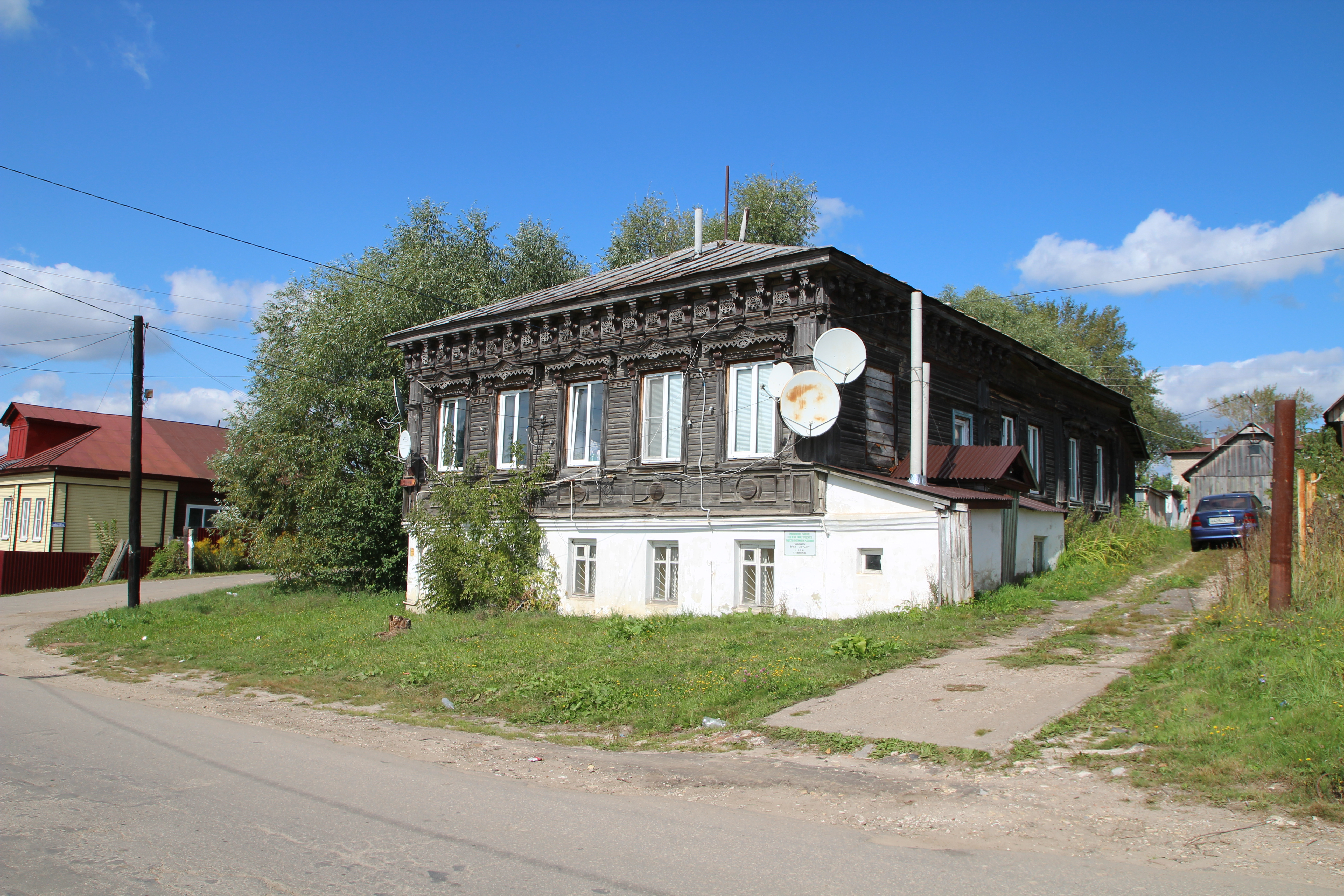
Стара міська забудова по вулиці Комуни.

За період радянського панування у Лукоянові, як і в усій Нижньогородщині, сильно скоротилась чисельність титульного етносу — ерзян, які протягом століть становили значну частину населення Лукоянова. Лише в період з 1926 по 1989 рр. кількість ерзян зменшилась більш як вдвічі. А з 1989 по 2010 роки — майже вдвічі.
Станом на 1 січня 2019 року за чисельністю населення місто перебувало на 818 місці з 1115 міст Російської Федерації.

## Транспорт та промисловість
У теперішній час Лукоянов є залізничною станцією і вузлом шосейних доріг, розташований на залізничній магістралі Нижній Новгород — Пенза. Через Лукоянов проходить автомобільна траса республіканського значення Нижній Новгород — Саранськ. Також по території району проходить автомобільна магістраль обласного значення, яка з'єднує Лукоянов з Гагинским і Большеболдинським районами.

## Наука, освіта
- Лукояновський педагогічний коледж ім. Алєксєя Горького (раніше Лукояновське мордовське педагогічне училище, що готувало вчителів для викладання в ерзянських та мокшанських школах).
- Лукояновський медичний коледж (раніше Лукояновське медичне училище).
- Краєзнавчий музей (в колишньому будинку Блохіних, друга половина XIX століття, дерев'яний).
- Лукояновський Губернський коледж (раніше — сільськогосподарський технікум).

## Пам'ятки і заклади культури

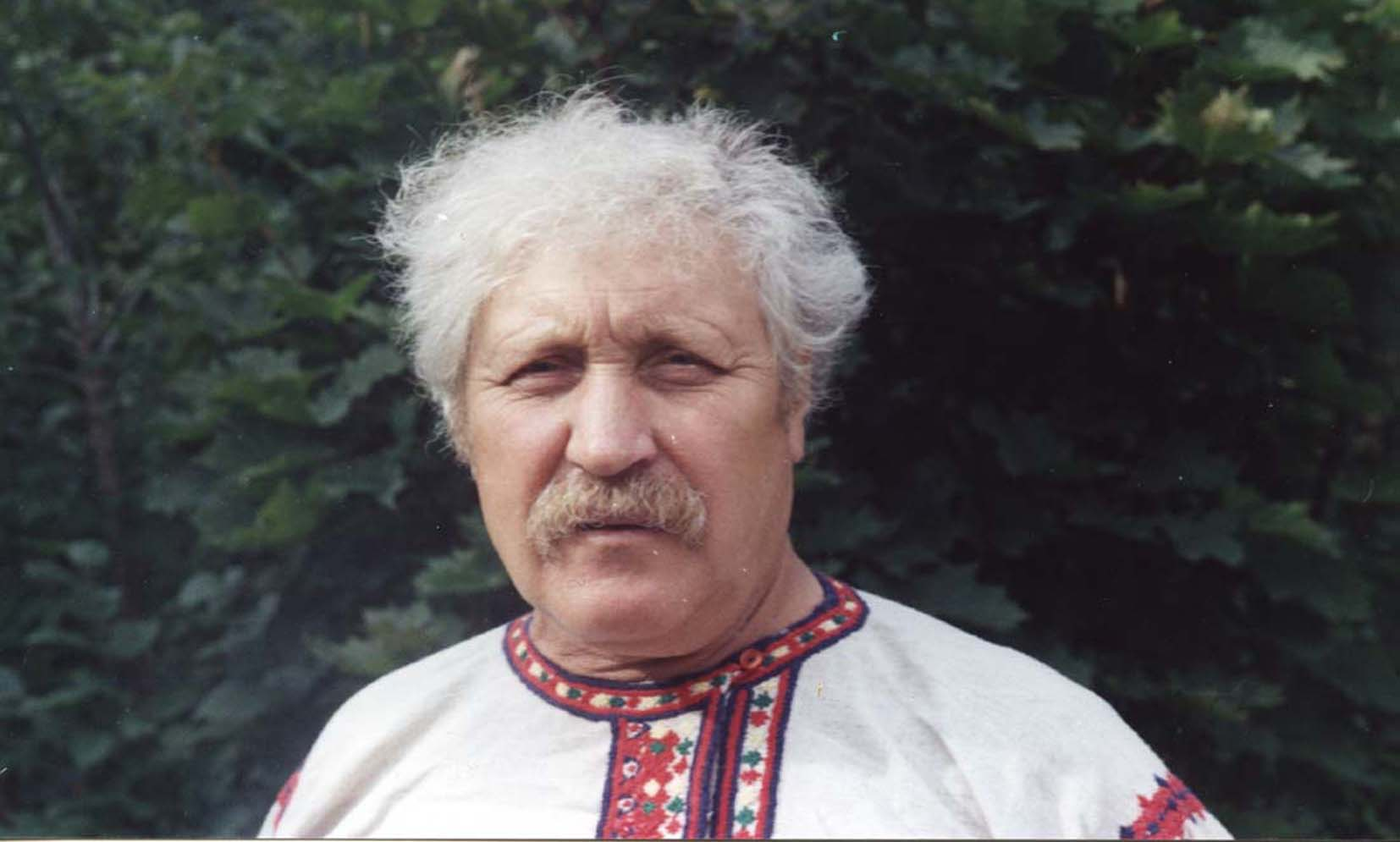
Засновник музею Аношонь Тумай у національному строї ерзян.

- Засновник музею Аношонь Тумай у національному строї ерзян. Галявина Магницького (закладена в 1953).
- Ділянки дібров — залишки древніх Муромських лісів, ерзянські священні гаї «Лукаш», «Явлей», «Кшекуравай».
- Разинський камінь, під яким, згідно з легендами, зариті скарби Степана Разіна.
- Музей ерзянської культури

Музей ерзянської культури – єдиний в світі музей культури народу ерзя, створений у 1992 році ерзянським активістом Аношонь Тумаєм. З часом став обласним ерзянським національно-культурним центром. Музей був створений як частина експозиції Районного будинку культури, пізніше став філіалом Лукояновського краєзнавчого музею. Експозиція сформована за кошти ерзянської громади, без участі держави. В музеї представлені елементи побуту, одягу та ужитково-прикладного мистецтва. Музейні фонди поділені на три секції: «Історія нації», «Видатні особистості ерзянської нації», «Історія ерзянських сіл Лукояновського району». Влітку 2012 року на території подвір'я музею, розташованого в заплаві річок Шнар і Ежіть, були встановлені меморіальні плити десятьом героям ерзянської етносу.